# Scottish Cup 1896-97
Scottish Football Association Challenge Cup 1896–97 var den 24. udgave af Scottish Football Association Challenge Cup, i dag bedre kendt som Scottish Cup. Første runde blev spillet den 9. januar 1897, og turneringen blev afsluttet den 20. marts 1897, hvor Rangers FC vandt finalen over Second Division-klubben Dumbarton FC med 5-1. Sejren var Rangers FC's anden i turneringens historie.

## Resultater

### Rangers FC's vej til sejren
| Runde        | Dato  | Kamp                            | Res. |
| ------------ | ----- | ------------------------------- | ---- |
| Første runde | 9.1.  | Partick Thistle FC – Rangers FC | 2–4  |
| Anden runde  | 23.1. | Rangers FC – Hibernian FC       | 3–0  |
| Kvartfinale  | 13.2. | Dundee FC – Rangers FC          | 0–4  |
| Semifinale   | 13.3. | Morton FC – Rangers FC          | 2–7  |
| Finale       | 20.3. | Rangers FC – Dumbarton FC       | 5–1  |

### Første runde
| Dato   | Kamp                                                          | Res.  |
| ------ | ------------------------------------------------------------- | ----- |
| 9.1.   | Abercorn FC – Hurlford FC                                     | 4–0   |
| 9.1.   | Arthurlie FC – Celtic FC                                      | 4–2   |
| 9.1.   | Blantyre FC – Bathgate FC                                     | 5–0   |
| 9.1.   | Dumbarton FC – Raith Rovers FC                                | 2–1   |
| 9.1.   | Duncrab Park FC – Hibernian FC                                | 01–10 |
| 9.1.   | Dundee FC – Inverness Thistle FC                              | 7–1   |
| 9.1.   | Falkirk FC – Orion FC                                         | 2–0   |
| 9.1.   | Heart of Midlothian FC – Clyde F.C.                           | 2–0   |
| 9.1.   | Leith Athletic FC – Dunblane FC                               | 5–1   |
| 9.1.   | Lochgelly United FC – King's Park FC                          | 1–2   |
| 9.1.   | Morton FC – Johnstone FC                                      | 3–1   |
| 9.1.   | Motherwell FC – Kilmarnock FC                                 | 3–3   |
| 9.1.   | Partick Thistle FC – Rangers FC                               | 2–4   |
| 9.1.   | St. Bernard's FC – Queen's Park FC                            | 2–1   |
| 9.1.   | St. Mirren FC – Renton FC                                     | 5–1   |
| 9.1.   | Third Lanark Rifle Volunteers FC – Newton Stewart Athletic FC | 8–1   |
| Omkamp |                                                               |       |
| 16.1.  | Kilmarnock FC – Motherwell FC                                 | 5–2   |

### Anden runde
Seksten hold spillede om otte pladser i kvartfinalerne.
| Dato         | Kamp                                                      | Res.   |
| ------------ | --------------------------------------------------------- | ------ |
| 23.1.        | Abercorn FC – Blantyre FC                                 | 4–1    |
| 23.1.        | Kilmarnock FC – Falkirk FC                                | [0]3–1 |
| 23.1.        | Rangers FC – Hibernian FC                                 | 3–0    |
| 30.1.        | Dundee FC – King's Park FC                                | 5–0    |
| 30.1.        | St. Bernard's FC – St. Mirren FC                          | 5–0    |
| 6.2.         | Dumbarton FC – Leith Athletic FC                          | 4–4    |
| 6.2.         | Third Lanark Rifle Volunteers FC – Heart of Midlothian FC | 5–2    |
| 13.2.        | Arthurlie FC – Morton FC                                  | 1–5    |
| Omkampe      |                                                           |        |
| 6.2.         | Kilmarnock FC – Falkirk FC                                | 7–3    |
| 13.2.        | Leith Athletic FC – Dumbarton FC                          | 3–3    |
| Anden omkamp |                                                           |        |
| 20.2.        | Dumbarton FC – Leith Athletic FC                          | 3–2    |

### Kvartfinaler
I kvartfinalerne spillede de otte vindere fra ottendedelsfinalerne om fire pladser i semifinalerne.
| Dato   | Kamp                                             | Res. |
| ------ | ------------------------------------------------ | ---- |
| 13.2.  | Dundee FC – Rangers FC                           | 0–4  |
| 13.2.  | Kilmarnock FC – Third Lanark Rifle Volunteers FC | 3–1  |
| 20.2.  | Morton FC – Abercorn FC                          | 2–2  |
| 27.2.  | Dumbarton FC – St. Bernard's FC                  | 2–0  |
| Omkamp |                                                  |      |
| 27.2.  | Abercorn FC – Morton FC                          | 2–3  |

### Semifinaler
| Dato  | Kamp                         | Res. | Spillested               |
| ----- | ---------------------------- | ---- | ------------------------ |
| 13.3. | Dumbarton FC – Kilmarnock FC | 4–3  | Boghead Park, Dumbarton  |
| 13.3. | Morton FC – Rangers FC       | 2–7  | Cappielow Park, Greenock |

### Finale
| Dato  | Kamp                      | Res. | Tilskuere | Spillested                |
| ----- | ------------------------- | ---- | --------- | ------------------------- |
| 20.3. | Rangers FC – Dumbarton FC | 5–1  | 14.000    | 2nd Hampden Park, Glasgow |